# Бест (Нідерланди)

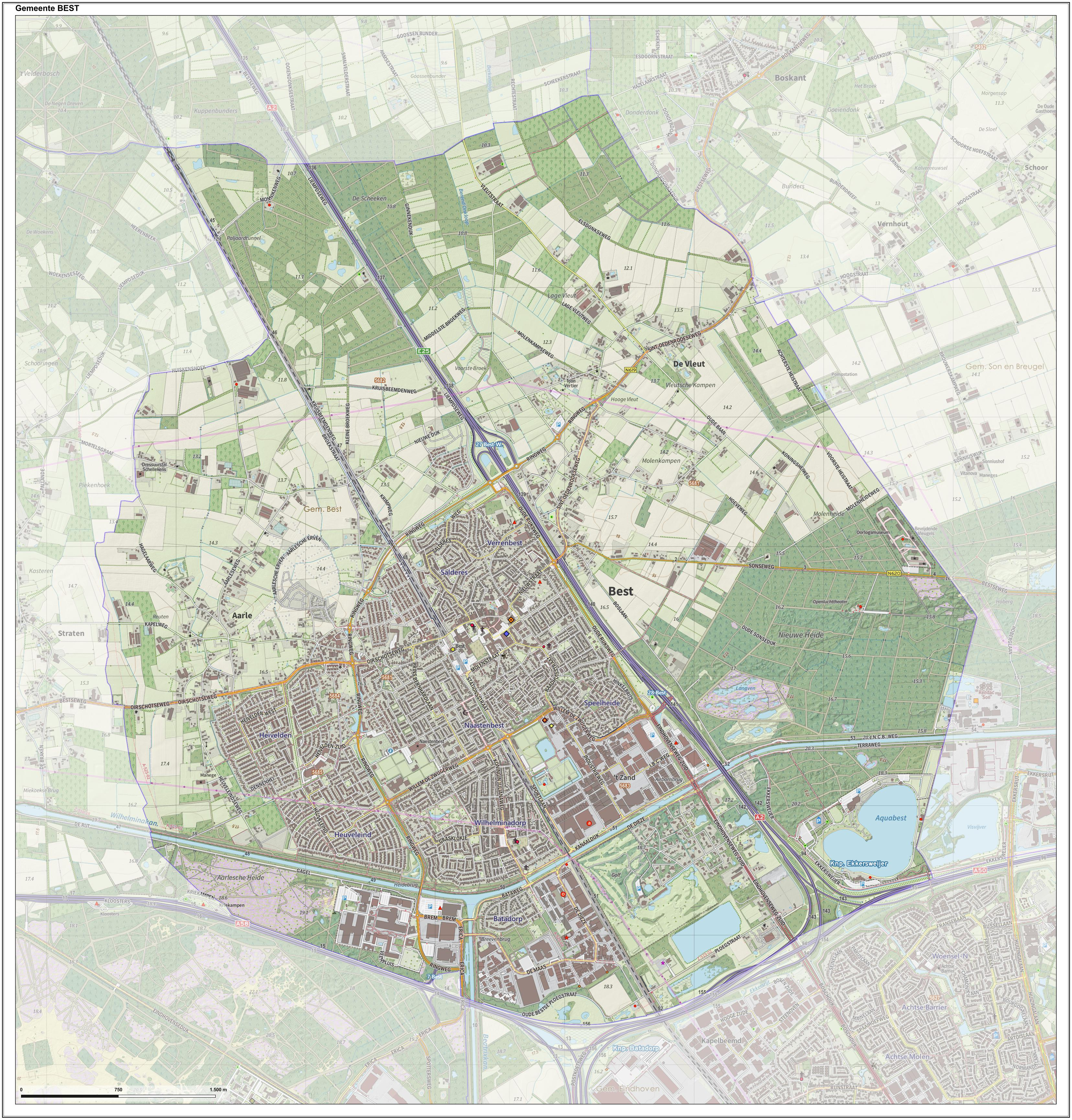
Голландська топографічна мапа муніципалітету Бест, червень 2015

Бест — муніципалітет і село на півдні Нідерландів. Бест розташований на північний захід від міста Ейндговен, і є частиною агломерації міста.
В Бесті знаходиться штаб-квартира найбільшої в Європі компанії, що займається м’ясною промисловістю Vion NV, а також Philips "Охорона Здоров'я" і Bata Shoe Organization’s.

## Історія
Село було частиною сусіднього міста Ошхот. Але через те, що воно було розташовано на автомагістралі з Амстердама в Маастрихт, це часто створювало труднощі. Кожен раз, коли військові хотіли розквартируватись в Бесті, вони повинні були просити про це в Ошхоті, долаючи для цього 10 км. Тому, уряд вирішив відокремити Бест від Ошхоту в 1819 році.
Археологічні розкопки в околицях села показали поселення в районі, які мають початок ще з Римської епохи. Арменгуф — давня ферма у Бесті на Ошхотсевег, 117. Це одна з найстаріших ферм, що досі працюють в західній Європі. Дослідження будівлі ферми в 2009 році істориками показали, що виготовлення дерев'яних рам в стайні датується 1263 роком. Житлова частина ферми побудована вже пізніше — у межах 1640-го і 1680-го року. Ферма є офіційною пам'яткою. 
Перша згадка про Бест була у 1421. Саме селище, втім, не існувало до 19 століття. Там були три маленькі села: Настенбест на заході, Вільгельмінадорп на півдні і Веренбест, де знаходиться Оранжстрат. Вони зросли разом, і утворили село з назвою Бест.
Бест отримав залізничну станцію на лінії Роттердам - Бреда - Бокстел - Хельмонд - Венло - Маастрихт. Лінія мала тільки одну колію, але через великий трафік було додано ще одну. У 1980-х роках перевантаження лінії знову стало проблемою, тому у 2002 році було додано ще дві колії. Тепер до Бесту можна дістатись з Утрехта чи Ейндговена на поїзді.
Розмовною мовою є Північний Меєрейс (діалект Східного Брабантського, який дуже схожий на розмовну голландську).

## Відомі жителі
- Ерік Свінкельс (1949) - спортивний стрілець і призер Олімпійських ігор
- Джойсі Хобі (1954) - поп-співачка і учасниця гурту Luv'
- Джессі Майї (1978) - гравець хокею на траві (захисник) і призер Олімпійських ігор
- Ральф Макенбах (1995) - переможець дитячого "Євробачення-2009"

## Зовнішні посилання
- Вікісховище має мультимедійні дані за темою: Бест (Нідерланди)
- Офіційний сайт [Архівовано 10 квітня 2022 у Wayback Machine.]